# Thore Alströmer
Carl Thore Jonas Alströmer (i riksdagen kallad Alströmer i Östad), född 29 september 1879 i Lunda församling, Södermanlands län, död 28 januari 1945 i Östads församling, Älvsborgs län, var en svensk friherre av adelsätten Alströmer, disponent och riksdagsman för Högerpartiet. 
Alströmer var förvaltare och disponent vid Östads säteri och barnhus i Östads församling. Han var ledamot av riksdagens andra kammare från 1925 för Älvsborgs län. Han skrev 13 egna motioner, om skattefrågor och om lokala frågor som bibehållande av Västgöta om regemente (1926) och anslag till byggnad för post-och televerken i Alingsås.
Han var son till Jonas och Sigrid Alströmer, född Björkenheim. Thore gifte sig med Greta Nordenfeldt 1910 och han hade fem barn: Anna-Margaretha Alströmer, Jonas P. Alströmer, Ellen Alwall, Christina ”Stina” Dahlbäck och Elisabeth Dahlbäck (mor till Claes Dahlbäck).